# 多度郡
多度郡（日语：／ Tado gun */?）為過去隸屬日本讚岐國的郡，廢藩置縣後屬香川縣，已於1899年與那珂郡合併為仲多度郡。
過去的轄區包括現在的多度津町除了海上島嶼的全部地區、善通寺市的大部分地區。

## 歷史
江戶時代屬於丸龜藩及其支藩多度津藩的領地。1871年廢藩置縣後，最初屬丸龜縣，但不到一年內，被整併為香川縣所屬。1873年後，陸續又被整併為名東縣、香川縣、愛媛縣，直到1888年才最終確定屬於再次恢復設置的香川縣。
- 根据《旧高旧领取调帐》中记载，明治初期便已存在的村落包括：（24村）
  - 丸龟藩（9村）：大麻村、生野村、善通寺村、上吉田村、稻木村、下吉田村、中村、弘田村、吉原村。
  - 多度津藩（15村）：碑殿村、奥白方村、西白方村、东白方村、多度津村、新町村、堀江村、北鸭村、南鸭村、葛原村、道福寺村、三井村、山阶村、青木村、庄村。

## 年表

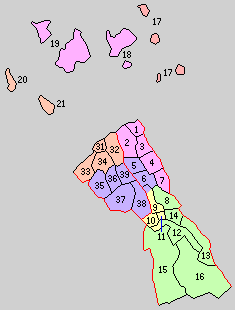
多度郡最初的行政區劃： 31.多度津町 32.豐原村 33.白方村 34.四箇村 35.吉原村 36.筆岡村 37.善通寺村 38.麻野村 39.吉田村（紫色現為：善通寺市、橙色現為：多度津町）

- 1871年2月5日：多度津藩废藩，领地编入仓敷县。
- 1890年2月15日：實施町村制，多度郡下轄：多度津町、豐原村、白方村、四箇村、吉原村、筆岡村、善通寺村、麻野村、吉田村。（1町8村）
  - 多度津町 ← 多度津村、新町村（現仲多度郡多度津町）
  - 丰原村 ← 南鴨村、北鴨村、堀江村、道福寺村、葛原村（現仲多度郡多度津町）
  - 白方村 ← 西白方村、東白方村、奥白方村（現仲多度郡多度津町）
  - 四箇村 ← 山阶村、庄村、三井村、青木村（現仲多度郡多度津町）
  - 吉原村 ← 吉原村、碑殿村（現善通寺市）
  - 筆岡村 ← 中村、弘田村（現善通寺市）
  - 善通寺村（单独村制。現善通寺市）
  - 麻野村 ← 大麻村、生野村（現善通寺市）
  - 吉田村 ← 上吉田村、下吉田村、稻木村（現善通寺市）
- 1899年4月1日：與那珂郡合併為仲多度郡。

## 名人
- 錦部刀良，飛鳥時代的軍人。